# Чоке I (Лука)
Чоке I је насеље у Италији у округу Лука, региону Тоскана.
Према процени из 2011. у насељу је живело 67 становника. Насеље се налази на надморској висини од 2 м.